# En attendant la montée des eaux
En attendant la montée des eaux est un roman de l'écrivaine guadeloupéenne Maryse Condé. Il a été publié le 25 août 2010 aux Éditions Jean-Claude Lattès. Ce roman envoûtant est traversé par les destinées de trois personnages - trois hommes en quête d'eux-mêmes liés par une indéfectible amitié - qui errent entre l'Afrique, les Antilles et Haïti dans le but de s'affranchir de leur passé. 

## Contexte historique
Chaque personnage livre dans ce roman un récit de vie personnel raconté à la première personne. Les récits successifs dessinent une carte de la souffrance, de l'exil et de la persécution qui, contrairement aux cartes politiques, n'ont pas de frontières fixes, mais dessinent des flux d'errance, de souffrance et de désirs, du Liban au Mali et en Haïti. 
Maryse Condé dessine une anti-épopée faite d'antihéros, de nouveaux Ovide, Hector, Minerve, Pompilius, Hugo, peuple d'exilés et d'exclus, malmenés par les états, les intérêts des riches, les valeurs des bonnes gens et le racisme ordinaire. À la patrie, Condé oppose la force de l'amitié, et au devoir, elle oppose la solidarité et l'engagement. La famille n'est plus fondée sur les lois du sang, mais sur celle de l'affection. De la propriété, de la définition identitaire, il ne reste rien, juste des hommes et des femmes avec leur désir, leur engagement, leur éthique personnelle, leurs souvenirs et leurs récits.

## Personnages
- Babakar Traoré : médecin obstétricien. Il vit en Guadeloupe mais est originaire du Mali[2]. Babakar, le médecin qui constate le décès de Reinette, est le personnage central de l'histoire, il finit par ressentir un sentiment de protection vis-à-vis de l'enfant par la prise en charge contre tout[1].
- Fouad : le libanais qui vit à Haïti.
- Movar : l'ami de Reinette.
- Reinette : la mère d'Anaïs.
- Anaïs : la petite fille de Reinette, né en Guadeloupe.
- Estrella : la sœur de Reinette.
- Jean Ovide : le père de Reinette et d'Estrella. Il est le cousin de Jean Claude Duvalier qui fut président d´Haïti, du 22 avril 1971 jusqu'à son coup d'État du 7 février 1986.
- Azélia : la femme de Babakar.

## Résumé
Le quatorzième roman de Maryse Condé commence en Guadeloupe avec la naissance d'une petite fille, Anaïs, dont la mère, Reinette Ovide, est morte en couches. Babakar Traoré, le médecin qui constate le décès, est le personnage central de l'histoire  : il éprouve le sentiment que son destin est lié à l'enfant et la prend en charge. Le compagnon de la mère, Movar Pompilius est comme elle d'origine haïtienne, et vient réclamer l'enfant ; il se lie d'amitié avec Babakar. Tous deux décident de rentrer en Haïti pour rechercher la famille d'origine de la mère de l'enfant et leur remettre la petite fille. Arrivés sur l'île, ils logent chez Fouad, hôtelier et aspirant poète, Palestinien exilé en Haïti qui devient le meilleur ami de Babakar. Devenu médecin chef dans un centre médical, Babakar finit par retrouver Estrella, la sœur de la défunte Reinette; Estrella avoue avoir contribué à l'assassinat de sa sœur et du père d'Anaïs afin de protéger la gloire familiale lorsque Reinette avait juré de révéler le passé de leur père, ancien duvaliériste corrompu. Babakar décide de ne pas confier la petite Anaïs à sa tante qui d'ailleurs ne désire aucunement s'en occuper. Quand s'abat le cyclone Hugo, l'hôpital est détruit et le terrain est vendu à un promoteur chinois pour y construire un hôtel de luxe. Babakar a tout perdu, sauf la petite Anaïs, il se prépare à prendre l'avion pour s'exiler aux États-Unis lorsque le tremblement de terre dévastateur de 2010 se produit. Il décide de rester et son ami Fouad, par amitié pour Babakar, par solidarité avec le peuple haïtien, reste pour l'aider,,.

## Prix et distinctions
L'ouvrage reçoit le 14 décembre 2010 le premier Grand prix du roman métis nouvellement créé par la ville de Saint-Denis à La Réunion.

## Éditions
- Éditions Jean-Claude Lattès, 2010  (ISBN 978-2709633215)[4].
- Pocket, 2013  (ISBN 978-2266212724), 320 p.